# Wasserturm Favoriten
Wasserturm Favoriten er et tidligere vandtårn i den 10. bezirk, Favoriten, i Wien. Det markante bygningsværk, der er et vartegn for bydelen, er opført i den industrielle arkitekturstil historicisme på toppen af Wienerberg, Windtenstraße 3.
Tårnet blev tegnet af Franz Borkowitz og opført i årene 1898 til 1899. Det tjente herfra som vandtårn med kapacitet til 1000 m3 vand ind til 1956, hvor det blev taget ud af drift.
Fra 1988-1990 blev tårnet renoveret af Wiens vandværk, og siden har det huset udstillinger, blandt andet med temaet vand.